# Mîkove, Kiverți
Mîkove (în ucraineană Микове) este un sat în comuna Juravîci din raionul Kiverți, regiunea Volînia, Ucraina.

## Demografie
Componența lingvistică a localității Mîkove
     Ucraineană (100%)
Conform recensământului din 2001, toată populația localității Mîkove era vorbitoare de ucraineană (100%).